# Glenea quadrinotata
Glenea quadrinotata är en skalbaggsart som först beskrevs av Guerin-meneville 1843. Glenea quadrinotata ingår i släktet Glenea och familjen långhorningar.
Artens utbredningsområde är:
- Laos.
- Myanmar.

Inga underarter finns listade i Catalogue of Life.